# Pieter Stuyvesant
Pour les articles homonymes, voir Peter Stuyvesant.

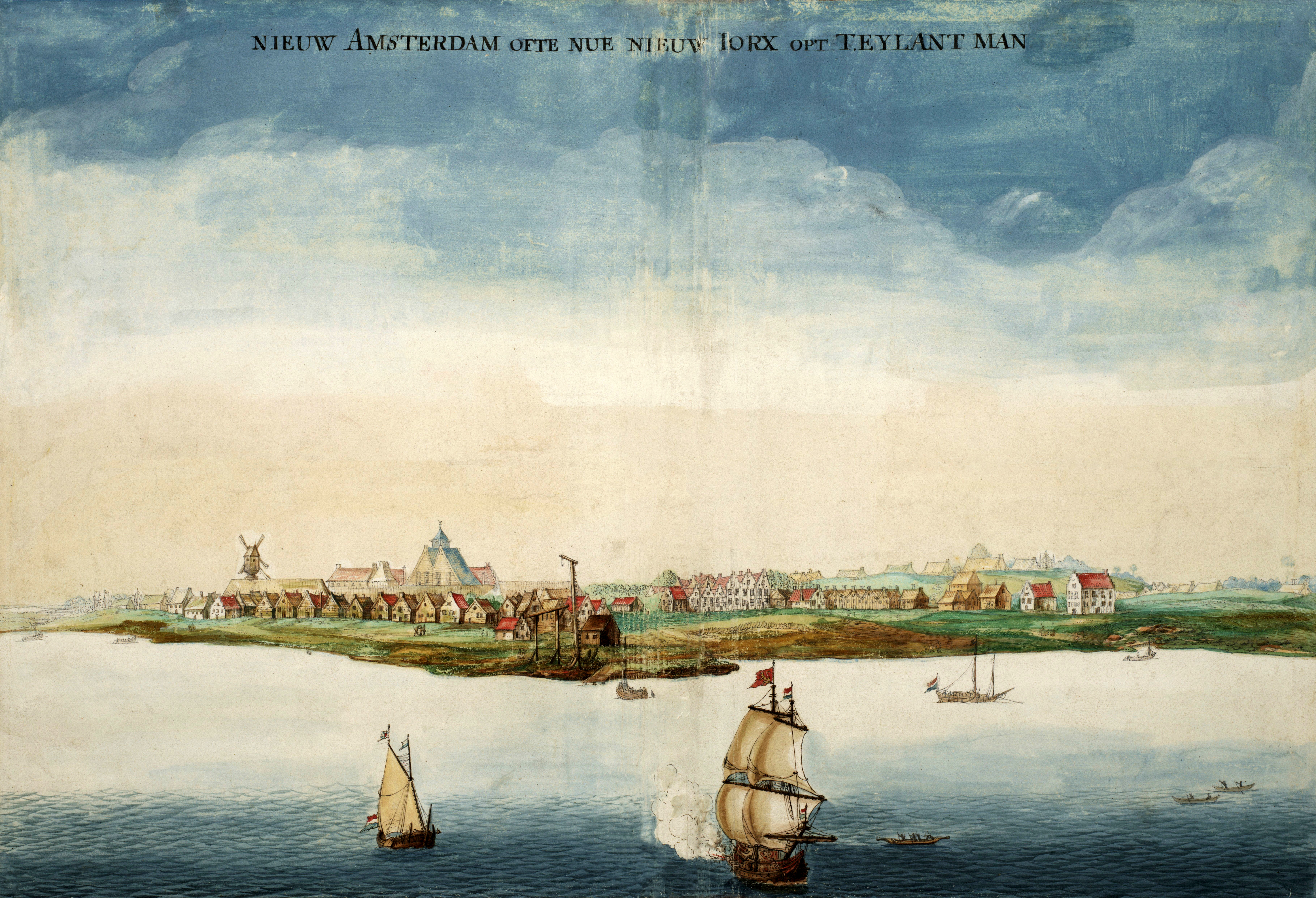
La Nouvelle-Amsterdam ('Nieuw Iorx') en 1664.

Pieter Stuyvesant est né en 1610 probablement à Peperga, en Frise, aux Provinces-Unies, et mort en août 1672 à New York (nouveau nom de La Nouvelle-Amsterdam depuis 1664). Il est le dernier directeur-général néerlandais à avoir administré la colonie de la Nouvelle-Néerlande, pour le compte de la Compagnie néerlandaise des Indes occidentales, avant que les Anglais ne s’en emparent.

## Début de carrière
Après avoir étudié à l’université de Franeker aux Pays-Bas, Stuyvesant entre au service de la Compagnie néerlandaise des Indes occidentales dans un bureau à Amsterdam. On l’envoie ensuite en tant qu’agent commercial à Fernando de Noronha, une île située au nord-est du Brésil puis à Curaçao, la plus importante colonie néerlandaise des Caraïbes. Quatre ans plus tard, il est nommé directeur général (gouverneur), et élabore un plan pour s'emparer du fort Amsterdam sur l'île de Saint-Martin d'où les Hollandais avaient été chassés en 1633 par un siège espagnol. Il s’y rend en 1644 et durant la bataille, il s'empare d'un drapeau des Provinces-Unies et saute sur les remparts adverses[réf. nécessaire]. Sa jambe droite est emportée par un boulet de canon. Amputé en dessous du genou, il soutient encore le siège sans succès pendant 28 jours, avant d'être rapatrié aux Pays-Bas, où on lui pose une jambe de bois. Comme la prothèse était renforcée de clous en argent-métal Peter Stuyvesant avait été surnommé « Clou d'argent ».

## La Nouvelle-Amsterdam
Stuyvesant est nommé directeur général de Nouvelle-Néerlande et débarque à Manhattan le 11 mai 1647, en remplacement de William Kieft. À cette époque, la Nouvelle-Néerlande s'étendait de la rivière Connecticut jusqu'à la baie de la Delaware, englobant une partie des territoires actuels du Delaware, de la Pennsylvanie, du New Jersey, de l'État de New York et du Connecticut.

### Gestion de la colonie
En arrivant à La Nouvelle-Amsterdam, Stuyvesant découvre une colonie mal défendue, dont les habitants, querelleurs, s'écartent des valeurs morales de la religion. Le nouveau responsable déclare aux colons qu'il les gouvernerait comme « un père vis-à-vis de ses enfants ». Soucieux de ne pas saper sa propre autorité, il bannit de la colonie deux hommes qui accusaient son prédécesseur, William Kieft, d'être corrompu et d'avoir déclenché une guerre contre les Indiens. Après quoi, Stuyvesant s'attache à ramener l'ordre dans la colonie, avec une série de règlements stricts, concernant notamment le port d'armes et la distribution d'alcool.
Persuadé que la pluralité religieuse constitue un handicap pour l'harmonie de la colonie, il restreint fortement la liberté de culte, vis-à-vis des communautés n'appartenant pas à l'Église réformée néerlandaise – des Juifs, des Luthériens et des quakers.
Peter Stuyvesant refuse aux Juifs du nord-Brésil le passeport hollandais afin de « construire amicalement » cette nouvelle colonie, sans cette « race indigne et répugnante d'usuriers, ces ennemis haineux et blasphémateurs du nom du Christ et leur interdire d'infecter et de troubler cette nouvelle colonie »,. Bien décidé à chasser les Juifs de la Nouvelle-Amsterdam, il leur interdit le négoce avec les Indiens, le droit d'acheter une maison, le droit de vote ou de servir dans l'armée. Il faut deux ans pour que la Compagnie néerlandaise des Indes occidentales, l'employeur de Pieter Stuyvesant, leur accorde ces droits,. Le gouverneur continue cependant de leur interdire la construction d'une synagogue, même s'il doit les laisser pratiquer ce qu'il appelle leur « abominable religion ».
Il organise un conseil d'administration composé de neuf personnes (Board of Nine) afin de l'aider dans la gestion des affaires. Un de ses membres, Van der Donck, rédige une pétition pour que La Nouvelle-Amsterdam se détache de la tutelle de la Compagnie et soit directement administrée par le gouvernement des Provinces-Unies. Stuyvesant fait arrêter Van der Donck mais doit le relâcher rapidement. Après une querelle judiciaire et légale, Van der Donck est renvoyé à La Haye avec un émissaire de Stuyvesant, afin que le gouvernement central tranche. Ce dernier accorde, par une charte, la création d'une municipalité à La Nouvelle-Amsterdam, sans retirer toutefois ses prérogatives à la Compagnie néerlandaise des Indes occidentales. Stuyvesant s'arrange une nouvelle fois pour limiter les pouvoirs des nouveaux responsables en y imposant des hommes de confiance.
Le troisième conseil de Nouvelle-Néerlande est formé en 1653, mais ses délégués, représentant huit villes, expriment à leur tour des doléances, critiquant le pouvoir de Stuyvesant et la mainmise de la Compagnie.

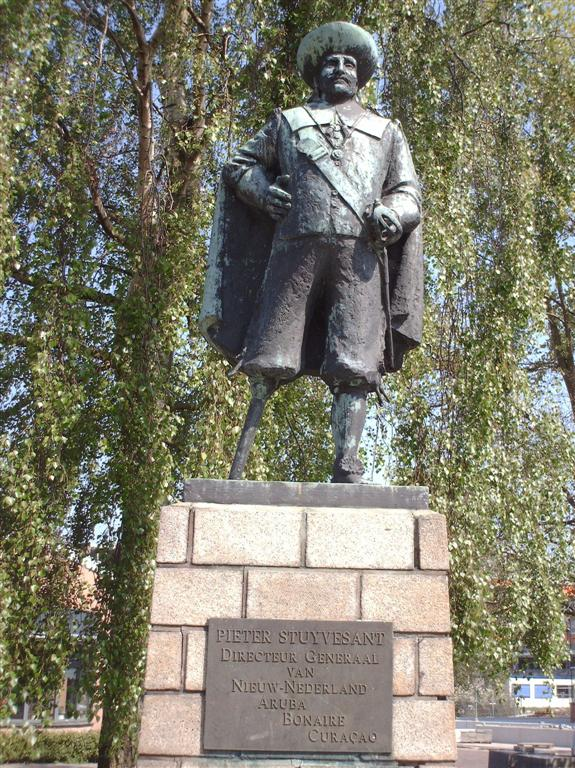
Statue de Pieter Stuyvesant à Wolvega aux Pays-Bas

### Politique extérieure
Le directeur général doit également faire face aux autres puissances coloniales. Au sud de La Nouvelle-Amsterdam se trouve la Nouvelle-Suède, fondée en 1638 par un ancien directeur de la colonie néerlandaise, Pierre Minuit. Dès 1651, Stuyvesant démantèle le Fort Nassau pour le reconstruire sur la rive est du Delaware. Le Fort Casimir, à proximité du Fort Christina mais plus au sud, devait commander la navigation sur le fleuve (appelé à l'époque Zuidrivier). Après que le Fort Casimir eut été attaqué et pris par les Suédois en 1654, Stuyvesant envoie sa flotte dans le fleuve Delaware et s’empare de toutes les places-fortes ennemies, annexant la colonie de Nouvelle-Suède en 1655 et déplaçant le centre administratif de la région à La Nouvelle-Amstel.
Le menace suivante provient de la Nouvelle-Angleterre. En 1650, Stuyvesant s'était rendu à Hartford, dans le Connecticut, afin de négocier une ligne de partage. Le Traité de Hardford satisfaisait aux exigences des deux colonies, mais pas aux nations mères. En 1653, la guerre éclata entre l'Angleterre et les Provinces-Unies. Les défenses de La Nouvelle-Amsterdam furent consolidées par un mur fortifié (à l'emplacement de la future Wall Street). En 1654, Oliver Cromwell, alors dirigeant de l’Angleterre, mit fin à la guerre et promit de ne pas attaquer la Nouvelle-Néerlande. En revanche, lorsque Charles II d'Angleterre remonta sur le trône, il « offrit » à son frère, le Duc d'York, un territoire comprenant une bonne partie des possessions néerlandaises, sans tenir compte des promesses du précédent gouvernement. En 1664, sous les ordres du Duc, le colonel Richard Nicolls organisa une expédition disposant de quatre navires de guerre. Nicholls sut se montrer habile, en promettant à chaque défenseur néerlandais 50 acres (202 000 m²) de terre afin qu'il devienne fermier après la reddition. Sous la pression des colons et des Anglais, Stuyvesant finit par signer le document livrant la colonie aux Anglais le 8 septembre 1664, sans avoir réellement combattu.
Le gouverneur rentra aux Pays-Bas pour justifier son action, puis retourna à Manhattan en 1668, où il s'installa sur les terres qu'il avait achetées en 1651, dans le quartier qui est maintenant connu sous le nom de Bowery. Il y mourut en février 1672. Il avait acheté une chapelle à la Saint Mark's Church pour y être enterré. C'est un ancêtre du musicien Rufus Wainwright.